# Antonio Lippi
Generale Antonio Lippi (Torremaggiore, 9 ottobre 1900 – Palermo, 2 febbraio 1957) è stato un generale e aviatore italiano d'alta velocità, che partecipò alle crociere aeree organizzate da Italo Balbo e per questo venne insignito della Medaglia d'oro al valore aeronautico. Concluse la carriera militare col grado di generale di divisione aerea.

## Biografia
Nacque il 9 ottobre 1900 a Torremaggiore, all'interno di una famiglia benestante di agricoltori latifondisti. Completò gli studi presso l'Istituto Nautico da cui uscì con il grado di capitano di lungo corso nel 1918 e, scartata la possibilità di seguire gli affari di famiglia, decise di seguire la sua passione per il volo che lo indirizzò alla vita militare iscrivendosi ad un corso per ufficiali di complemento nella Regia Marina. Conseguì il brevetto di pilota presso l'allora Scuola di Pilotaggio di 2° Periodo sita sull'aeroporto di Foggia, oggi intitolato a Gino Lisa.  Nominato guardiamarina nel 1921, tre anni dopo, nel novembre 1924, entrò nella Regia Aeronautica e, successivamente assegnato alla 184ª Squadriglia Idrovolanti, nel 1926 prese il brevetto di pilota idrovolantista su velivolo Macchi M.7ter. Prestò poi servizio presso l'80º Gruppo Idrocaccia.

### Crociera del Mediterraneo Occidentale
Fu selezionato ed inserito nel gruppo che di lì a poco avrebbe partecipato nel 1928 alla Crociera del Mediterraneo Occidentale (Orbetello-Los Alcázares), come pilota di un Savoia-Marchetti S.59bis. Il sottosegretario al Ministero dell'Aeronautica, Italo Balbo, diede al generale di brigata Francesco De Pinedo l'incarico di programmare la crociera, che si svolse lungo il tragitto Orbetello, Elmas, Pollensa (nelle Baleari), Los Alcázares, Puerto Alfaques, laguna di Berre (vicino a Marsiglia) e ritorno ad Orbetello. Tra il 1929 e il 1930 prestò servizio presso il 2° Centro Sperimentale.

### Pilota d'alta velocità

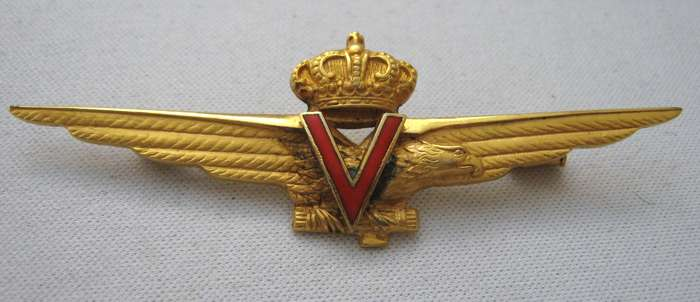
V Rossa dei velocisti della Regia Aeronautica

Dal 1930 al 1932 prestò servizio presso il Reparto Alta Velocità di Desenzano del Garda e fu ammesso al II Corso per piloti di idrovolanti da competizione e dall'aprile 1931 pertanto poté fregiarsi del distintivo dei Velocisti (V rossa) per aver superato la velocità orizzontale dei 500 km l'ora.
Fece parte di quei piloti addestrati che avrebbero dovuto gareggiare nella Coppa Schneider, con i famosi idrocorsa Macchi-Castoldi M.C.72, a cui però l'Italia dovette rinunciare per problemi ai motori.

### Crociera del Decennale

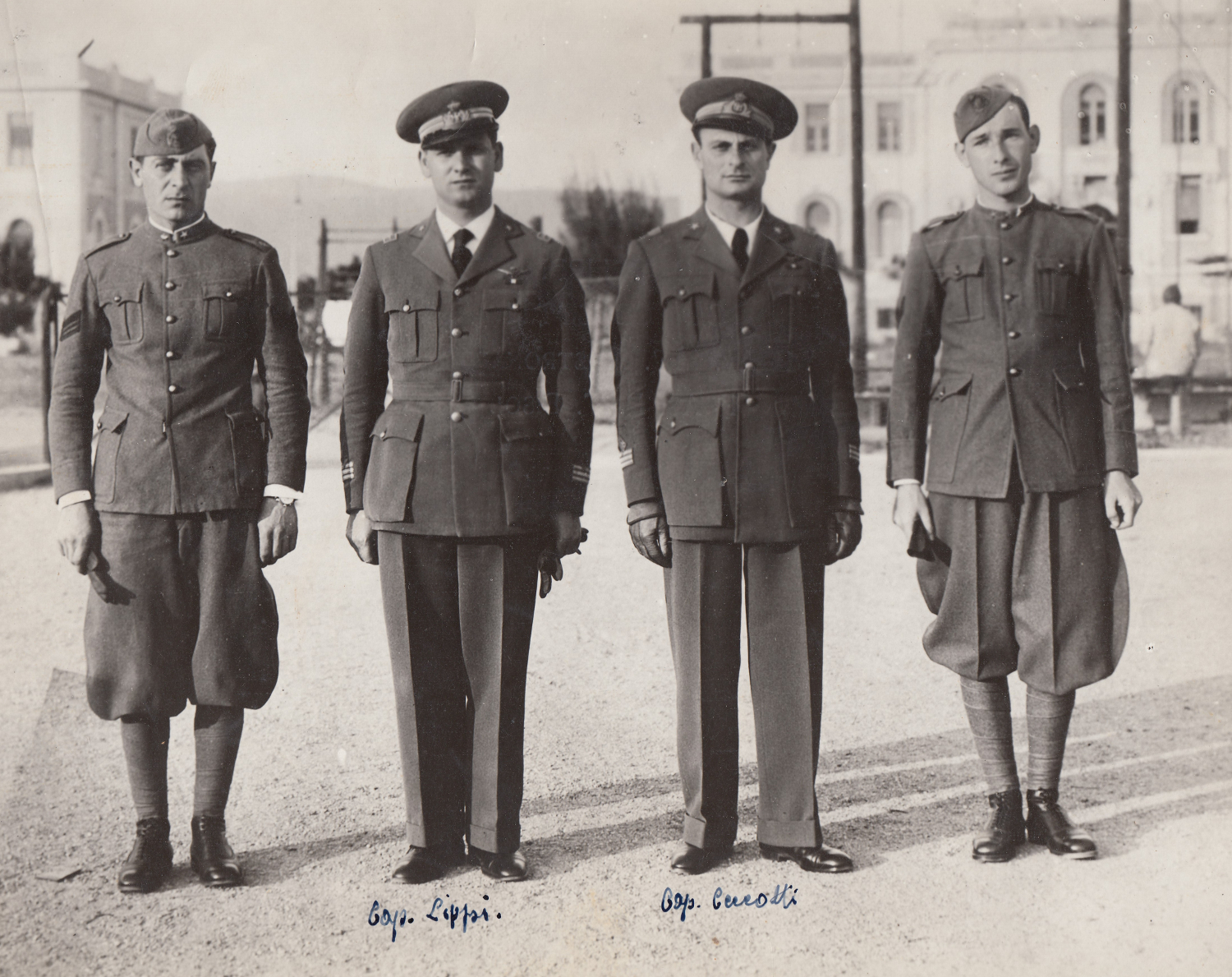

Nell'agosto 1932 fu assegnato alla Scuola N.A.D.A.M. di Orbetello, e nel 1933 venne nuovamente selezionato da Balbo per prendere parte alla Crociera del Decennale, in occasione dell'Esposizione universale di Chicago. I velivoli alla partenza erano 25, suddivisi in 8 squadriglie. Il suo velivolo, facente parte della III Squadriglia, era un Savoia-Marchetti S.55X contrassegnato dalla scritta "I-LIPP" sotto le ali e sulla coda. Ogni squadriglia era formata da tre bimotori S.55X più uno di riserva, ovvero l'I-MARI. I colori degli idrovolanti erano quelli dell'Italia dell'epoca: verde, bianco, rosso e nero. Le otto squadriglie erano identificate da un cerchio o da una stella in uno dei quattro colori della bandiera italiana. I nomi delle squadriglie erano: "Nera stellata", "Nera cerchiata", "Rossa stellata", "Rossa cerchiata", "Bianca stellata", "Bianca cerchiata", "Verde stellata", "Verde cerchiata". La crociera del 1933, chiamata anche Seconda Crociera Atlantica, fu l'ultima organizzata da Balbo, e valse a lui la concessione della Medaglia d'oro al valore aeronautico e la promozione al grado di maggiore.

### Competizioni e carriera
Entrò successivamente a far parte del 205ª Squadriglia da Bombardamento, meglio conosciuta come i "Sorci Verdi", e nel 1937 partecipò alla competizione Istres-Damasco-Parigi su apparecchio, un Savoia-Marchetti S.M.79CS (competizione sportiva), contrassegnato I-LICA, pilotato da lui e da Gori Castellani, numero gara I-7. Alla ripartenza dalla tappa intermedia l'aereo conficcò una ruota del carrello in una buca, rompendolo e impedendogli di fatto di decollare e quindi proseguire la gara, riuscendo comunque a mantenere il controllo del velivolo, atto che gli valse la Medaglia d'argento al valore aeronautico.
Si sposò nel 1940 con la signorina Amalia Stingone con cui ebbe tre figli: Nicola, Alfonso e Lorenzo e si stabilirono a Roma. Le sue capacità di pilota lo portarono ad essere accorpato nel 1942 al 32º Stormo Aerosiluranti, che nel maggio dello stesso anno fu trasferito sulla base di Gioia del Colle. Nel 1943  divenne Capo di stato maggiore nel Comando SAS e nel 1944 passò alla direzione del Comando Raggruppamento B. T. (bombardamenti e trasporti).

### Dopo la seconda guerra mondiale
Dopo il termine della seconda guerra mondiale venne integrato nella neocostituita Aeronautica Militare della Repubblica italiana. Nel 1947 assunse il comando della Direzione Generale Armi e Munizioni. Inoltre ebbe anche la qualifica di Ispettore dell'Aviazione per la Marina, e fu uno dei collaboratori durante le prove svoltesi con il cacciabombardiere Fiat G.91R sull'aeroporto di Foggia-Amendola. Per le sue doti umane e per le qualità evidenziate da pilota ottenne inoltre la qualifica di generale di divisione aerea, sino al collocamento in ausiliaria nel 1957.
Colpito da un infarto al miocardio si spense il 3 febbraio 1957, mentre si trovava al suo tavolo di lavoro a Palermo. La salma fu successivamente sepolta a Roma presso il Cimitero del Verano.
In suo onore è stata inoltre intitolata una via nella città natale di Torremaggiore.

### Citazioni
Il 10 luglio del 1933 il Maestro Luigi Goffredo di Torremaggiore scrisse di lui sul quotidiano Il Popolo d'Italia quanto segue: Gli intrepidi aquilotti d'Italia, avvinti dalla poesia fulminante della gesta, finalmente hanno potuto appagare il loro vivo desiderio portando l'ala tricolore in terra straniera con una impresa che colpisce tutte le immaginazioni, che supera qualunque altra grande impresa aerea mondiale. Della squadra atlantica fa parte un figlio di questa ardente terra dauna: il capitano Antonio Lippi, torremaggiorese puro sangue, giovane ardimentoso, appassionato aviatore. Nato a Torremaggiore nel 1900 da operosa famiglia di agricoltori tenaci, completò gli studi presso l'Istituto Nautico e dopo essere stato in Marina, passò presso l'Arma dell'Aeronautica. A Desenzano del Garda, dove ottenne il brevetto da pilota si distinse per le sue eccellenti qualità morali e fisiche. Con serietà di propositi e fervore religioso curò la sua preparazione, si perfezionò e ben presto s'impose all'ammirazione dei compagni e dei superiori che gli affidarono delicati compiti assolti sempre con molto onore, zelo ed entusiasmo. Era stato prescelto a far parte del gruppo che si allenava a Desenzano per partecipare alla Coppa Schneider; l'Italia però non vi partecipò ma lui continuò l'addestramento sicuro di poter essere utile in qualche altra occasione. E l'ansia dell'attesa ritornò implacabile nella sua anima, ma non turbò affatto la sua calma, il suo indomito spirito di giovanile fierezza. Chiamato a far parte della squadra volante provò una gioia immensa e ai familiari e agli amici che lo interrogavano egli preferiva tacere, perché considerava il suo spirito come una vela tesa al vento e per lui uomini e macchine s'identificavano in una sintesi grandiosa di puro lirismo epico. La nostra provincia e particolarmente questa terra che gli ha dato i natali e tutti i cittadini di Torremaggiore, seguono con grande entusiasmo la galoppata aerea che darà all'Italia nuova fulgida gloria e con immenso orgoglio l'opera del Capitano Lippi, aquilotto intrepido e valoroso. Quando le ali fragorose saranno ritornate vittoriose ed il miracolo sarà compiuto per virtù della gioventù italica, Antonio Lippi riceverà gli onori del trionfo e la sua gente dauna lo saluterà con una meritata grandiosa manifestazione di giubilo.

### Attualità e curiosità
- La Buitoni e Perugina durante gli anni 1934 e 1935 includevano nelle confezioni dei talloncini raffiguranti gli equipaggi della Crociera aerea del Decennale raccogliendo i quali si poteva richiedere il premio corrispondente, fra questi anche l'equipaggio dell'aereo I-LIPP.
- In commercio è in vendita un aeromodello del Savoia-Marchetti S.M.79 contrassegnato "I-LIPP".[11]
- Il 29 aprile 2017 In occasione del 60º anniversario della scomparsa del generale Antonio Lippi, il Comune di Torremaggiore,  assessorato alla Cultura, ha realizzato un progetto commemorativo attraverso una mostra tematica presso il museo civico di Torremaggiore.[12][13]

## Galleria d'immagini

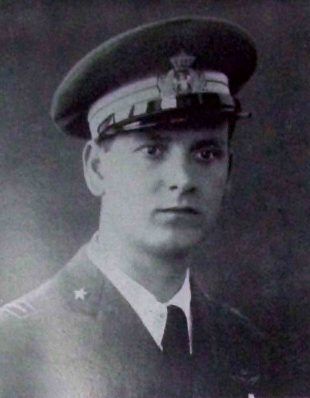
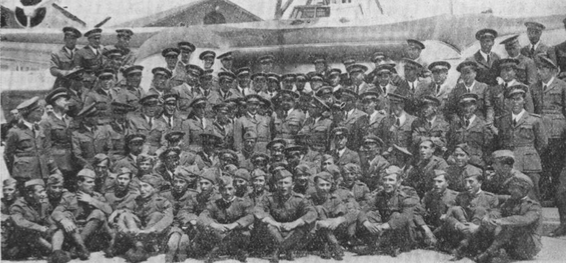
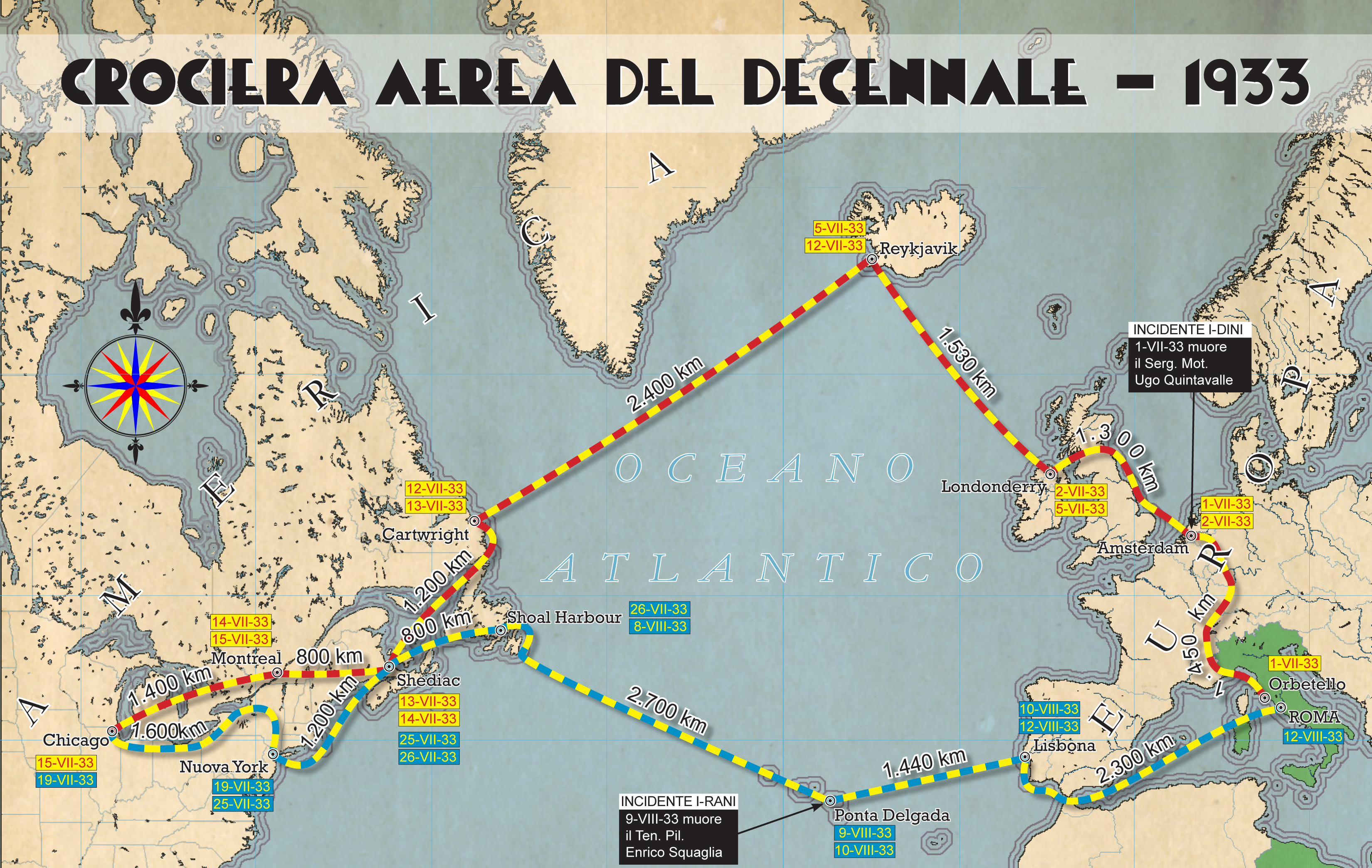
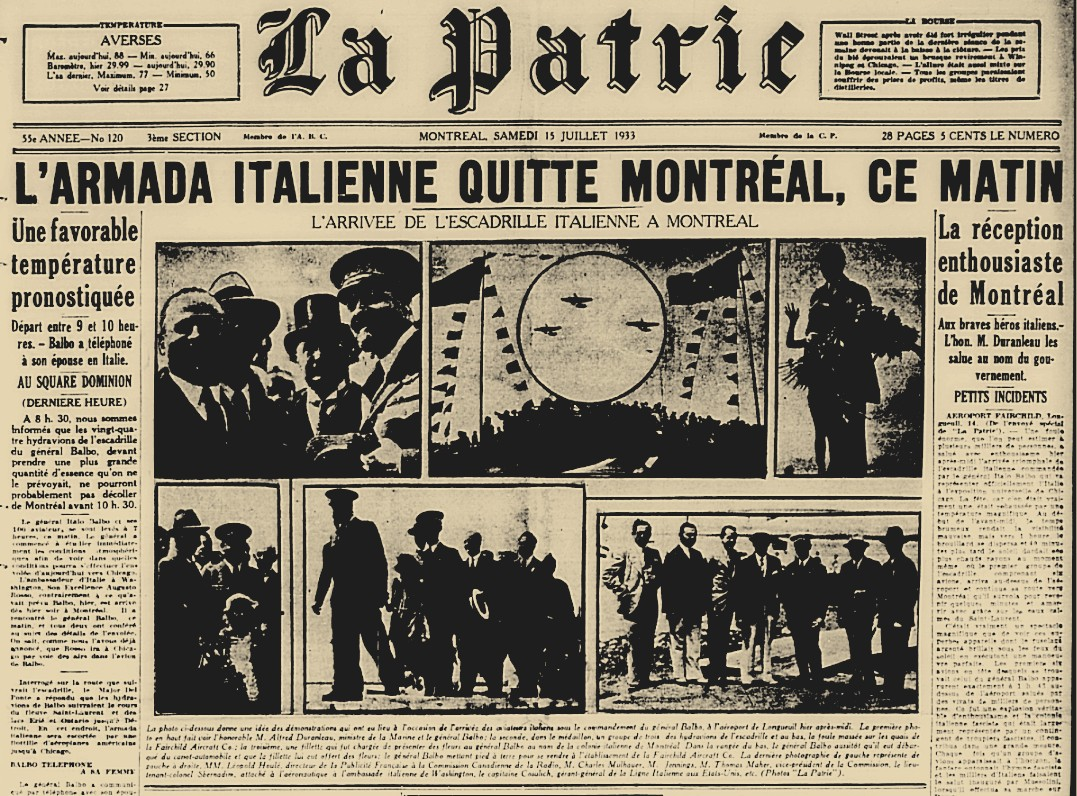

### Annotazioni
1. ↑  Gli altri piloti ammessi al corso erano: maggiore Guglielmo Cassinelli; capitano Osvaldo Baldi; tenente Stanislao Bellini; tenente Giovanni Buffa; tenente Ariosto Neri; tenente Giancarlo Nicelli; tenente Pietro Scapinelli; maresciallo Eraldo Fruet e sergente maggiore Mario Gori.

### Fonti
1. 1 2 3 4 5 6  Torremaggiore online.
2. 1 2 3 4 5 6 7 8  Mancini 1936, p. 401.
3. 1 2 3 4 5  Torremaggiore.
4. ↑  Difesa online.
5. ↑  Falessi 1983, p. 338.
6. ↑   AERONAUTICA in "Enciclopedia Italiana", su treccani.it. URL consultato il 29 maggio 2017.
7. ↑  Trotta 1978, p. 81.
8. ↑   10 maggio 1943. URL consultato il 29 maggio 2017.
9. ↑   32° Stormo. URL consultato il 29 maggio 2017.
10. ↑   Google Maps, su Google Maps. URL consultato il 17 maggio 2017.
11. ↑   Old Planes - I-LIPP, su oldcars.it. URL consultato il 31 maggio 2017.
12. ↑   A Torremaggiore si commemora il Generale Antonio Lippi, in FoggiaToday. URL consultato il 31 maggio 2017.
13. ↑   Comune di Torremaggiore - Comune Federiciano - Rete Civica - Sito Ufficiale, CITTA' DI TORREMAGGIORE -  -, su comune.torremaggiore.fg.it. URL consultato il 31 maggio 2017.
14. ↑  Bollettino Ufficiale 1933, sup.7, pag.7.